# Officer (Australië)
Officer is een voorstad van Melbourne in de Australische deelstaat Victoria. Bij de telling van 2016 had Officer 7133 inwoners.